# Kisanpur
Kisanpur – gaun wikas samiti w środkowej części Nepalu  w strefie Dźanakpur w dystrykcie Sarlahi. Według nepalskiego spisu powszechnego z 2001 roku liczył on 714 gospodarstw domowych i 4413 mieszkańców (2080 kobiet i 2333 mężczyzn).